# Софійська абетка

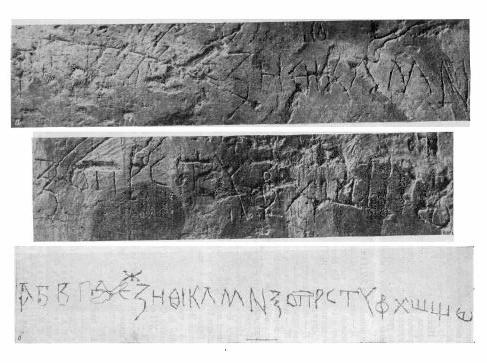
Фото і проріс софійської абетки.

Софійська абетка — система знаків для письма, яку було віднайдено українським вченим-істориком С. Висоцьким на стіні Михайлівського вівтаря Софійського собору в Києві. Висоцький вважав, що ця абетка є пам'яткою перехідного періоду у вітчизняній писемності, коли до грецького алфавіту було додано декілька літер задля передачі певних фонетичних особливостей староукраїнської мови.
М. Брайчевський присвятив софійський абетці цілий розділ у своїй фундаментальній праці «Утвердження християнства на Русі», в якому зокрема наголошував на подібності цієї системи письма до глаголиці, а також до напівміфічної протослов'янської системи письма, автором якої називають Чорноризця Храбра існування якого інші історики, зокрема Б. Рибаков і П. Толочко, ставили неодноразово у своїх працях 70-их/80-их рр. під сумнів.
С. Висоцький та М. Брайчевський пов'язували наявність софійської абетки зі школою у Софійському соборі, на користь існування якої свідчать численні написи, зроблені її учнями у різних частинах храму.
Також М. Брайчевський дотримувався теорії щодо існування на Русі власної писемності до 988 року — себто до офіційної дати запровадження християнства на Русі-Україні. Задля обґрунтування цієї теорії він наводив, власне, софійську абетку, яка, попри певну подібність до кирилиці та глаголиці, мала низку власних особливостей. Слабким місцем теорії Брайчевського його опоненти вважали відсутність документів, написаних софійською абеткою — хоч і ця точка зору є достатньо дискусійною.
Починаючи з 1991 року, серйозні наукові дослідження довкола софійської абетки було призупинено.